# Sora (ナナムジカ×のだめオーケストラの曲)
『Sora』（ソラ）は、日本の音楽ユニット・ナナムジカと、日本のオーケストラ・のだめオーケストラによるコラボレーションシングル。

## 概要
- CUBE LOVES MUSICからの第2弾作品。ナナムジカとしては前作「愛の歌」から1ヶ月ぶり、3ヶ月連続シングルリリースの第2弾作品でもある。
- 日産自動車とワーナーミュージック・ジャパンが、「しっかりとした音楽的バックグランドをもち、かつ遊び心と楽曲インパクトをもちあわせたアーティスト」を視野に入れて選出された[1]。

## 収録曲
1. Sora
作詞：ナナムジカ
作曲：川口進
編曲：ナナムジカ
シングル表題曲としては初めて都志見隆が参加していない楽曲。タイトルは「広い空」と「Song Of the Real Alive」を意味している[1]。
ミュージック・ビデオにはタイアップ先のCMにも登場しているヒツジが出演している[2]。
2. キボウの星2
作詞・作曲・編曲：都志見隆
3. ペガサス
作詞・作曲：ナナムジカ
編曲：都志見隆、ナナムジカ
4. Sora -Instrumental-
作曲：川口進
編曲：ナナムジカ
表題曲のインストゥルメンタル。

## タイアップ
- 日産自動車『日産・キューブ』CMソング (#1)